# Celenia Toribio
Celenia Toribio de Leon (ur. 17 lipca 1994) – dominikańska siatkarka, grająca jako rozgrywająca. Obecnie występuje w drużynie Mirador.